# 約克鎮區 (伊利諾伊州克拉克縣)
約克鎮區（英語：York Township）是位於美國伊利諾伊州克拉克縣的一個行政鎮區。

## 地方資料
根據2010年美國人口普查的數據，約克鎮區的面積為82.40平方千米，當中陸地面積為81.00平方千米，而水域面積為1.40平方千米。當地共有人口530人，而人口密度為每平方千米6.43人。